# シークレット・レンズ
『シークレット・レンズ』（原題：Wrong Is Right）は、1982年制作のアメリカ合衆国の映画。
チャールズ・マッキャリーの小説を原作に、死の商人の手中にある原子爆弾をめぐってアメリカと中東某国、テロリストが凄絶な争奪戦を繰り広げる様を、情報化が進み、マスメディアによって振り回される世界に対する皮肉を込めて製作したブラック・コメディ映画。リチャード・ブルックス監督。イギリスでは“The Man with the Deadly Lens”のタイトルで公開された。

## あらすじ
パトリック・ヘイルはニューヨークの地方テレビ局WTNのレポーター兼アンカーマンでありながら、世界各地に現れて、ホットニュースをキャッチする行動力のあるジャーナリストである。
ある時、彼は中東の石油問題について北アフリカ某国を取材中、女性ジャーナリストのサリーと知り合う。さらに2人はヘルムートという1人の男と出会うが、サリーが彼の車の座席に置いてあるトランクに気づくと、ヘルムートは顔色を変えた。実はヘルムートは武器商人で、中東支配を企むテロリストのラフィークに秘かに原子爆弾を売ろうとしていたのだ。やがてサリーは何者かに爆殺されてしまった。
取材を続けるパトリックは、現職の合衆国大統領ロックウッドと次期大統領選の候補者マロリーが、各々ヘルムートから原子爆弾を買いあげようとしている情報をつかむ。
やがてヘルムートは殺され、原子爆弾はラフィークの手に渡ってしまい、アメリカ本土に危機が迫る。しかし、その陰にはCIAの巧妙な策謀が隠されていた。

## キャスト
- パトリック・ヘイル：ショーン・コネリー（吹替：森川公也）
- サリー・ブレイク：キャサリン・ロス（吹替：岡のり子）
- ロックウッド大統領：ジョージ・グリザード（吹替：宮田光）
- マロリー：レスリー・ニールセン（吹替：石森達幸）
- 将軍：ロバート・コンラッド（吹替：有本欽隆）
- ホーマー：ジョン・サクソン（吹替：幹本雄之）
- ラフィーク：ヘンリー・シルヴァ（吹替：石塚運昇）
- ヘルムート・アンガー：ハーディ・クリューガー（吹替：小島敏彦）
- アワド国王：ロン・ムーディー（吹替：伊井篤史）
- G・D・スプラドリン
- ロバート・ウェッバー
- ロザリンド・キャッシュ
- ハッカー：ディーン・ストックウェル
- ジェニファー・ジェイソン・リー
- アート・エヴァンス

※吹替版・初回放送1989年1月26日 フジテレビ（日本語版制作はソニー・ピクチャーズ・エンタテインメント）。